# Hyland River Park
Hyland River Park är en park i Kanada.   Den ligger i provinsen British Columbia, i den centrala delen av landet, 3 800 km väster om huvudstaden Ottawa. Hyland River Park ligger 587 meter över havet.
Terrängen runt Hyland River Park är platt åt nordväst, men åt sydost är den kuperad. Hyland River Park ligger nere i en dal. Trakten runt Hyland River Park är nära nog obefolkad, med mindre än två invånare per kvadratkilometer.. Det finns inga samhällen i närheten.
I omgivningarna runt Hyland River Park växer i huvudsak barrskog.